# Tricassa
Tricassa is een geslacht van spinnen uit de familie wolfspinnen (Lycosidae).

## Soorten
De volgende soorten zijn bij het geslacht ingedeeld:
- Tricassa deserticola Simon, 1910
- Tricassa madagascariensis Jocqué & Alderweireldt, 2001